# Organizador nucleolar
La región organizadora nucleolar (o NOR, del inglés: nucleolar organizer region) es el sitio del cromosoma donde se localizan los clusters de genes ribosómicos (ADNr), que codifican para el ARN ribosómico y que está asociado a una constricción secundaria. 

Representación 3D de un núcleo de una célula epitelial en interfase. Sólo son visibles las NOR dominantes, ubicadas en los cromosomas específicos que forman el nucléolo. El resto de la cromatina ha sido retirada.

Se localizan en un número de cromosomas que varía dependiendo de cada especie. La existencia de una constricción secundaria en esa región cromosómica hace que al segmento cromosómico existente entre la constricción secundaria y el extremo del cromosoma se le denomine satélite cromosómico, de ahí la denominación de cromosomas SAT a aquellos cromosomas donde se encuentran las NORs.

## Historia
Barbara McClintock en 1934 observó que a la formación del nucléolo sólo contribuían, de forma activa, aquellos cromosomas que presentaban esta constricción secundaria.
Posteriormente otros como Ritossa y Spiegelman(1965), contribuyeron a su estudio demostrando la estructura característica de estas regiones. Las regiones NOR poseían unidades de transcripción que estaban separadas por espaciadores de ADN que no eran transcritos a ARN.

## Estructura
Las NOR se localizan en un determinado número de cromosomas, que varía dependiendo de cada especie de eucariotas.
Aparecen ocupando una posición subterminal en los brazos cortos de 5 cromosomas acrocéntricos (en humanos son los cromosomas 13,14,15, 21 y 22), donde se localizan entre 30 y 40 repeticiones en tándem de una unidad de transcripción de 13 kb y un espaciador no transcrito de 27 kb, donde residen los elementos reguladores.
| Especie                                     | Nombre del cromosoma portador de la NOR |
| ------------------------------------------- | --------------------------------------- |
| Mosca de la fruta (Drosophila melanogaster) | Y y X                                   |
| Centeno (Secale cereale)                    | 1Rs                                     |
| Ratón (Mus musculus)                        | 12, 15, 19                              |
| Trigo (Triticum aestivum)                   | 1Bs y 6Bs                               |
| Humano (Homo sapiens sapiens)               | 13, 14, 15, 21, 22                      |
| Pimiento, (Capsicum annuum L.)              | 11                                      |
| Maíz Zea mays                               | 6                                       |

## Función
En los eucariotas, las regiones NORs están implicadas en la organización de los nucléolos  (formados por ARN ribosómico y proteínas). Los nucléolos están relacionados con la formación de las subunidades ribosomales las cuales a su vez, están implicadas en la síntesis proteica.

## Técnicas de detección
La tinción o impregnación argéntica permite la tinción diferencial de las regiones NORs. Como particularidad de la técnica, hay que destacar que sólo aquellos cromosomas que presentaban las regiones NORs activas durante la interfase, presentarán esta tinción en la metafase mitótica siguiente.
Hibridación in  situ para localizar los sitios de ADN ribosómico.

## Competencia nucleolar
Este término hace referencia al fenómeno por el que no todos las NORs que están presentes en la célula deben estar activas funcionalmente. La anfiplastia, es la expresión citológica de este fenómeno ya que puede haber cambios de la morfología cromosómica con desaparición de alguna constricción secundaria. Esto se puede observar, por ejemplo, en híbridos interespecíficos. Se denomina anfiplastia diferencial si los cambios sólo se producen en algunos cromosomas del complemento. Un ejemplo es el que se produce en el híbrido entre Crepis parviflora y Crepis capillaris.

## Enfermedades relacionadas
- Regiones de organización nucleolar (NORs) en adenoma pleomórfico metastasiante.
- Región del organizador nucleolar en el cáncer vesical. Relación con grado histológico, estado y pronóstico.
- Comportamiento de los organizadores nucleolares en el cérvix normal, infección por virus del papiloma humano y cáncer cervicouterino.